# پوگاچفسکایا (استان آرخانگلسک)
پوگاچفسکایا (به لاتین: Pugachevskaya) یک منطقهٔ مسکونی در روسیه است که در استان آرخانگلسک واقع شده‌است.